# Châteaubriant
Châteaubriant é uma  comuna francesa, localizada no departamento Loire-Atlantique e na região administrativa do Pays-de-la-Loire.